# Колле-д’Анкизе
Колле-д’Анкизе (итал. Colle d'Anchise) — коммуна в Италии, располагается в регионе Молизе, в провинции Кампобассо.
Население составляет 818 человек (2008 г.), плотность населения составляет 52 чел./км². Занимает площадь 16 км². Почтовый индекс — 86020. Телефонный код — 0874.
Покровителем коммуны почитается святой Сикст, папа Римский, празднование 6 августа.

## Демография
Динамика населения:

## Администрация коммуны
- Официальный сайт: https://web.archive.org/web/20021016210608/http://www.comune.colledanchise.cb.it/